# 伊藤裕康
伊藤 裕康（いとう ひろやす ）は、日本の海上保安官。第8代海上保安監。元一般財団法人海上災害防止センター理事長。運輸安全委員会委員。

## 人物・経歴
神奈川県平塚市生まれ。1984年海上保安大学校卒業。海上保安官人生を歩み始める。1997年、第9管区海上保安本部警備課補佐官として、能登半島沖不審船事件に対処。ノルウェー王国日本国大使館1等書記官、唐津海上保安部長、第10管区海上保安本部警備救難部長、海上保安庁警備救難部警備課長、警備救難部管理課長、第11管区海上保安本部次長を経て2018年第8管区海上保安本部長、2020年海上保安庁警備救難部長。同年、第8代海上保安監に就任。2020年11月、フィリピン沿岸警備隊のラロヤ・レオポルド副長官（運用担当）と オンラインで長官級会合を開催し、海賊対策等で連携・ 協力を発展させることで一致した。2021年、海上保安監を辞職した。カッター競技の指導者としても知られ、海上保安大学校カッター部顧問を務めた。一般財団法人海上災害防止センター理事長に就任。
2023年9月30日、海上災害防止センター理事長を退任。
2023年10月1日、運輸安全委員会委員に就任

## 主な出演
- NHKニュース(2022年4月24日正午のニュース)